# حراسة أمنية خاصة
الحراسات الأمنية الخاصة هي الخدمة الأمنية البشرية التي تقدمها المؤسسات والشركات المرخص لها لمن يطلبها مقابل أجر ، أو التي يتم الحصول عليها من خلال التعاقد المباشر مع حراس أمنيين مدنيين مرخص لهم .

## حارس الأمن المدني الخاص
الشخص الذي يُدفع له لحماية الممتلكات والأصول أو الناس. وغالباً ما يكون تابع لشركة أمنية خاصة أو يعمل لحسابه. ويعمل حارس الأمن الخاص على حماية الممتلكات من خلال التواجد في المواقع الهامة لردع الأعمال غير القانونية، والمراقبة سواء بشكل مباشر من خلال الدوريات أو بشكل غير مباشر من خلال كاميرات المراقبة وأنظمة الإنذار بحثا عن مخاطر أمنية، والإبلاغ عن أي حوادث لموكله أو الشرطة حسب الحاجة.